# (8224) Fultonwright
(8224) Fultonwright (1996 PE) – planetoida z pasa głównego asteroid okrążająca Słońce w ciągu 4,68 lat w średniej odległości 2,8 au. Odkryta 6 sierpnia 1996 roku.